# Grua (przystanek kolejowy)
Grua – kolejowy przystanek osobowy w Grua, w regionie Oppland w Norwegii, jest oddalony od Oslo Sentralstasjon o 53,39 km. Jest położony na wysokości 371,1 m n.p.m. Stacja jest początkowym punktem szlaków narciarskich.

## Ruch pasażerski
Leży na linii Gjøvikbanen. Jest elementem  kolei aglomeracyjnej w Oslo - w systemie SKM ma numer  300.  Obsługuje Oslo Sentralstasjon, Gjøvik. Pociągi odjeżdżają w obu kierunkach co pół godziny; nie wszystkie pociągi zatrzymują się na wszystkich stacjach. 

## Obsługa pasażerów
Poczekalnia, wiata, parking na 50 miejsc, parking rowerowy, przystanek autobusowy. Odprawa podróżnych odbywa się w pociągu.